# پوویز (استان لهستان بزرگ‌تر)
پوویز (به لهستانی:  Powidz) یک روستا در لهستان است که در گمینا پوویز واقع شده‌است. پوویز ۱٬۰۰۰ نفر جمعیت دارد.